# 惠特兰 (加利福尼亚州)
惠特兰（英文：Wheatland），是美国加利福尼亚州尤巴县下属的一座城市。建市于1874年4月23日，面积 大约为1.48平方英里 (3.8平方公里)。根据2010年美国人口普查，该市有人口3,456人。